# Deutscher Freiheitssender 904
Der Deutsche Freiheitssender 904 (DFS 904) war ein propagandistischer Hörfunksender der DDR, der als Geheimsender vom 17. August 1956 bis 30. September 1971 auf der Mittelwellenfrequenz 904 kHz vom Sender Burg ausgestrahlt wurde. Bei der Frequenz handelt es sich um eine Splitfrequenz, die den europaweit vereinbarten Richtlinien zuwiderlief, die für den Mittelwellenrundfunk einen Senderabstand von neun kHz vorschreibt. Der Freiheitssender 904 und die regelkonform sendenden Radiostationen Mailand 899 kHz und London 908 kHz störten sich gegenseitig, was die Hörqualität durch Interferenzprobleme in Form von Pfeifen beeinträchtigte.
Der Sender wurde in Reaktion auf das Verbot der KPD in der Bundesrepublik Deutschland seitens der auf dieses Verbot schon jahrelang vorbereiteten KPD „in enger Verbindung mit den ostdeutschen Genossen … der SED“ gegründet. Der Sender meldete sich erstmals am Abend des 17. August 1956, dem Tag des Urteilsspruchs des Bundesverfassungsgerichts, und ging mit mehreren Sendungen morgens und abends am darauffolgenden Tag in den Regelbetrieb.

## Geschichte
Der Name des Senders knüpfte an den Kurzwellensender im republikanischen Spanien Deutscher Freiheitssender 29,8 an.
Der von der DDR finanzierte und organisierte Propagandasender hatte als Stationskennung die ersten Takte des Hauptthemas von Beethovens Ode an die Freude und den Slogan „Hier ist der Deutsche Freiheitssender 904 – der einzige Sender der Bundesrepublik, der nicht unter Regierungskontrolle steht.“ Sprecher dieses Textes war Wolfgang Heinz, Schauspieler und späterer Intendant des Deutschen Theaters Berlin. Kontaktadresse des Senders war seit 1967: Postfach 248, A-1021 Wien, Österreich.

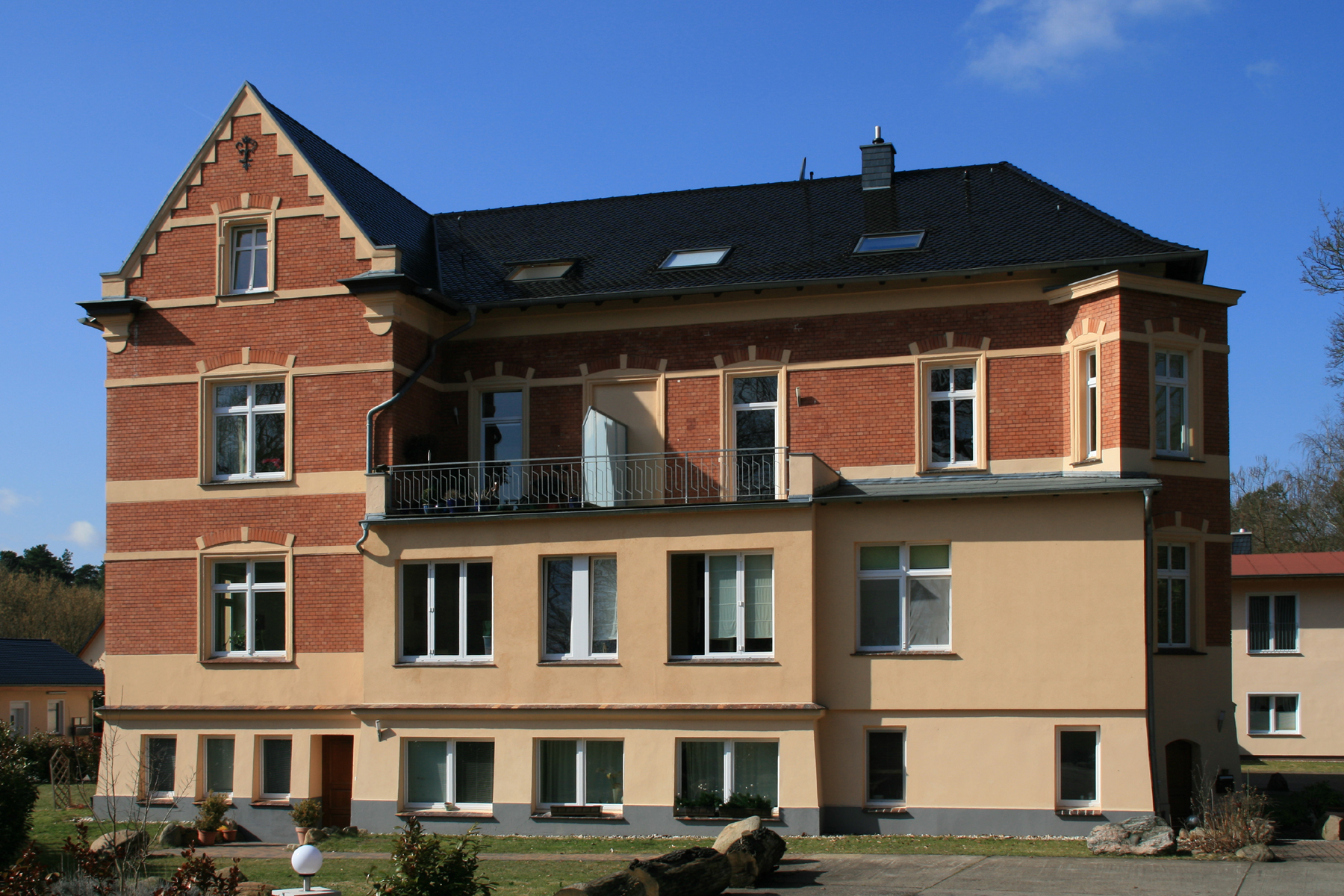
Von 1959 bis Mitte der 1960er: Redaktion und Studio in Berlin-Friedrichshagen

Das Programm von DFS 904 wurde unter konspirativen Umständen zu Beginn in einem abgeschirmten Bereich des Funkhauses Nalepastraße produziert. Allerdings war die Geheimhaltung auf dem Gelände des DDR-Rundfunks nicht längere Zeit aufrechtzuerhalten. Deshalb zog der Sender bereits im September 1956 in das weiter ab gelegene Funkhaus Grünau, in dem bereits alle erforderlichen technischen Einrichtungen vorhanden waren. Doch auch hier blieb der Sender nur bis 1959 und zog an den neuen Standort bei der Ravensteinmühle im Wald von Berlin-Friedrichshagen. Dort befand sich eine Internationale Journalistenschule mit entsprechender Technik. Der Sender verlegte Mitte der 1960er Jahre sein Domizil aus Ost-Berlin nach Bestensee bei Königs Wusterhausen, wo er bis zu seiner Auflösung 1971 blieb.
Der in die Bundesrepublik abstrahlende Mittelwellensender Burg stand im Ortsteil Brehm von Burg (bei Magdeburg). Den Hörern versuchte man den Eindruck zu vermitteln, die technischen Sendeanlagen stünden in Westdeutschland und würden – illegal – von einem mobilen LKW aus betrieben. Da die Rundfunksender der Bundesrepublik in den 1960er-Jahren nur wenig populäre Musik spielten, gelang es dem Sender mit einem speziell an junge Menschen gerichteten Programm, zahlreiche regelmäßige Hörer zu finden. Die meisten Hörer hatte DFS 904, wie auch sein Schwestersender, der Deutsche Soldatensender 935 (DSS 935), wohl Mitte der sechziger Jahre in der DDR selbst.
Ein weiteres „Gimmick“ des DFS 904 waren außerdem abendliche „Geheim-Mitteilungen“ (sogenannte „Eidechsen“), die sich angeblich an Kommunisten in Westdeutschland richteten (Beispiele: „Nachricht an Kalenderblatt: ‚Es ist nicht alle Tage Sonntag.‘“, „Meerschweinchen: ‚Heute droht der Adler.‘“). Außerdem wurden gelegentlich angeblich „enttarnte Mitarbeiter des Verfassungsschutzes“ mit Namen, Beruf und ihren Adressen genannt. Später wurde bekannt, dass diese Mitteilungen vom Ministerium für Staatssicherheit in Auftrag gegeben wurden.
Erster Chefredakteur des DFS 904 war von 1956 bis 1958 der spätere Leiter der Abteilung Agitation des ZK der SED Rudolf Singer. Um die Glaubwürdigkeit des Senders zu erhöhen, wurde auf einen westlichen Akzent der Sprecher geachtet. Die 15 Redakteure, als Mitarbeiter des Kraftverkehrs eingestellt, kamen überwiegend aus dem Westen. Später war Erich Jungmann mit der Sendeleitung betraut. Zuletzt leitete Heinz Priess 13 Jahre lang als Chefredakteur den Sender. In einem Interview hat Priess später den Deutschen Freiheitssender 904 als politisch wirkungslos bezeichnet: „Nichts wurde in Bewegung gebracht. Nur die Musik kam gut an.“ Aber auch die technische Reichweite des Senders war unzureichend, hauptsächlich wurden Hörer in Nord- und Westdeutschland erreicht, im Süden Deutschlands war der Empfang des Senders kaum möglich.
Schon Anfang 1969 wurde nur noch dreimal täglich 30 Minuten gesendet. Schließlich ergaben innerparteiliche Umfragen, dass die Zuhörerschaft auf ein Minimum zusammengeschrumpft war. Dagegen stand ein Aufwand von über zwei Millionen Mark.
Als sich mit dem Eintritt Max Reimanns in die 1968 „neukonstituierte“ DKP die illegale KPD zu einer bloßen Hülle für die Propaganda zur Aufhebung des KPD-Verbots entwickelt hatte, gab es keinen Grund zur Weiterführung des Senders 904. Am 30. September 1971 (DFS 904) bzw. 30. Juni 1972 (DSS 935) wurde der Betrieb beider Geheimsender eingestellt. Im Westen wurde das als Zeichen der sich anbahnenden Entspannungspolitik gedeutet und in die begonnenen Verhandlungen zum späteren Grundlagenvertrag zwischen der Bundesrepublik Deutschland und der DDR eingeordnet. In den Zeitzusammenhang gehörte auch der Sturz Walter Ulbrichts, eines großen Fürsprechers der KPD, durch Erich Honecker am 3. Mai 1971.
Weitere Mitarbeiter des DFS waren: Achim Becker (Redakteur), Adolf Broch (Redakteur), Christa Broch (Tontechnikerin), Hans Canjé (Redakteur), Emil Carlebach (Chefsprecher), Erich Glückauf (Deckname Rüdiger; Beauftragter des ZK der KPD), Hans Henning (Sendetechniker), Erich Jungmann (Sendeleitung), Heinz Kampe (Redakteur), Jupp Mallmann (Redaktionssekretär), Oskar Neumann (Verantwortlicher des KPD-Politbüros für den DFS 904), Friedrich Pospiech (Deckname „Otto Stein“; Redakteur) und Grete Thiele (Redakteurin). 1962 waren insgesamt 22 Mitarbeiter einschließlich Schreibkräften beim DFS 904 beschäftigt.